# توکای نیوزیلندی
پیوپیو (به انگلیسی Piopio) یا تورناگراها (به لاتین Turnagra) یک سردهٔ منقرض‌شده از پرندگان گنجشک‌سان در تیرهٔ پری‌شاهرخان هستند که بومی نیوزیلند بوده‌اند. پیوپیو که گاهی به عنوان توکای نیوزیلندی توصیف می‌شود، تنها شباهتی تصادفی و گذرا به تیرهٔ توکایان داشت.

### گونه‌های منقرض‌شده
سردهٔ Turnagra دارای دو گونه منقرض‌شده بود:
- † توکای نیوزیلندی (پیوپیوی) جزیره شمالی (Turnagra tanagra)
- † <a href=". /South_Island_piopio" rel="mw:WikiLink" data-linkid="35" data-cx="{&amp;quot;adapted&amp;quot;:false,&amp;quot;sourceTitle&amp;quot;:{&amp;quot;title&amp;quot;:&amp;quot;South Island piopio&amp;quot;,&amp;quot;thumbnail&amp;quot;:{&amp;quot;source&amp;quot;:&amp;quot;https://upload.wikimedia.org/wikipedia/commons/thumb/4/47/MA_I156499_TePapa_Turnagra-capensis_full.jpg/120px-MA_I156499_TePapa_Turnagra-capensis_full.jpg&amp;quot;,&amp;quot;width&amp;quot;:80,&amp;quot;height&amp;quot;:120},&amp;quot;description&amp;quot;:&amp;quot;Extinct species of bird&amp;quot;,&amp;quot;pageprops&amp;quot;:{&amp;quot;wikibase_item&amp;quot;:&amp;quot;Q1587161&amp;quot;},&amp;quot;pagelanguage&amp;quot;:&amp;quot;en&amp;quot;},&amp;quot;targetFrom&amp;quot;:&amp;quot;source&amp;quot;}" class="cx-link" id="mwOA" title="South Island piopio">توکای نیوزیلندی (پیوپیوی)</a> جزیره جنوبی (Turnagra capensis)